# Amable Jodoin
Pour l’article homonyme, voir Jodoin.
Amable Jodoin (31 mai 1828-8 janvier 1880) fut un homme d'affaires et homme politique fédéral du Québec.
Né à Boucherville dans le Bas-Canada, M. Jodoin entama sa carrière politique en devenant échevin dans le conseil municipal de la ville de Montréal. Devenu directeur d'une Banque métropolitaine, il fit l'acquisition d'une fonderie à Longueuil en 1870. Sa famille et lui furent également les acheteurs de nombreuses propriétés dans différents secteurs du Vieux-Montréal.
Élu député du Parti libéral du Canada dans la circonscription fédérale de Chambly en 1874, il fut réélu lors de l'élection partielle de 1874 déclenchée après l'annulation de l'élection générale. Il fut destitué de son poste de député en 1875